# Чжоу Сяолань
Чжоу Сяолань (кит. 周曉蘭, англ. Zhou Xiaolan; р. 9 октября 1957, Нанкин, провинция Цзянсу, Китай) — китайская волейболистка, центральная блокирующая. Чемпионка летних Олимпийских игр 1984 года, чемпионка мира 1982.

## Биография
Волейболом Чжоу Сяолань начала заниматься в 1973 и в том же году была принята в команду провинции Шаньси, за которую выступала на протяжении 12 лет. В 1977 волейболистка играла за молодёжную сборную Китая, с которой стала серебряным призёром первого чемпионата мира среди молодёжных команд. В 1978 Чжоу Сяолань дебютировала в национальной сборной страны, приняв участие в чемпионате мира, проходившем в СССР, на котором китаянки заняли 6-е место. В последующие годы спортсменка неизменно входила в состав национальной команды, выиграв с ней 5 высших титулов официальных международных турниров, в том числе Олимпиады-1984, чемпионата мира 1982, Кубка мира 1981. За эффективную игру на блоке получила прозвище «Тяньаньмэньская стена», в честь стены в столице Китая Пекине, отделяющей Запретный город от площади Тяньаньмэнь. В 1984 году завершила игровую карьеру и в дальнейшем работала в Китайской национальной спортивной комиссии в отделе спортивных игр.
В 1995 году Чжоу Сяолань с семьёй переехала в США, где работала тренером в университете Джорджа Вашингтона. Впоследствии перешла на работу в компанию по производству медоборудования в штате Мэриленд. В 2014 основала женский волейбольный клуб в Хауарде (Мэриленд).

### Клубная карьера
- 1973—1984 —  «Шаньси» (Тайюань).

## Достижения

### Со сборной Китая
- Олимпийская чемпионка 1984.
- чемпионка мира 1982.
- победитель розыгрыша Кубка мира 1981.
- чемпионка Азиатских игр 1982;
  - серебряный призёр Азиатских игр 1978.
- чемпионка Азии 1979;
  - серебряный призёр чемпионата Азии 1983.